# 自由德国青年
自由德国青年（德語：Freie Deutsche Jugend，缩写为FDJ）曾是德意志民主共和国执政党德国统一社会党的青年翼。该组织是东德政府唯一允许并向其提供资助的青年组织。该组织招收民主德国14—25岁的男女青年，人数占民主德国青年总数的75%左右。大多数台尔曼少先队员都会最终加入自由德国青年团。
自由德国青年被认作是“统一社会党的可靠助手和后备力量”，是民主德国国家阵线的一个成员组织，并在东德议会占有席位。其成员大多受到马克思列宁主义的教育和社会主义生活习惯的培养。加入自由德国青年团原则上是自愿的，但拒绝加入的青年往往在申请大学和选择职业时受阻，并且不享有参加有组织的假日活动的机会。大多数拒绝加入者的主要原因是宗教因素。
虽然此组织旨在向民主德国青年宣扬马列主义，但其活动并不局限于此。自由德国青年通过旗下的青年旅行社组织了许多面对青年的假日活动，亦有组织迪斯科舞会和露天摇滚乐演出，它也是1970到1990年间民主德国政治歌曲节的主要组织者。自由德国青年团在东德政治生活中起到重要作用，西德的同名组织则因违宪在1954年被禁止活动。两德统一后，自由德国青年团以民间组织形式继续存在。

## 前身
自由德国青年成立于1936年1月，由德国共产主义青年团、德国社会主义青年团和社会主义劳动青年团合并而成，这一组织是一个反对希特勒和纳粹党政权的反法西斯地下组织。然而纳粹德国的盖世太保有效地将自由德国青年团在德国的活动压制下来，其总部也流亡海外。最初总部在巴黎，1938年在布拉格，最终迁到伦敦。1946年时，该组织在英国的组织基本建立，并延伸到苏格兰地区。

## 苏占区及东德时期

### 重建

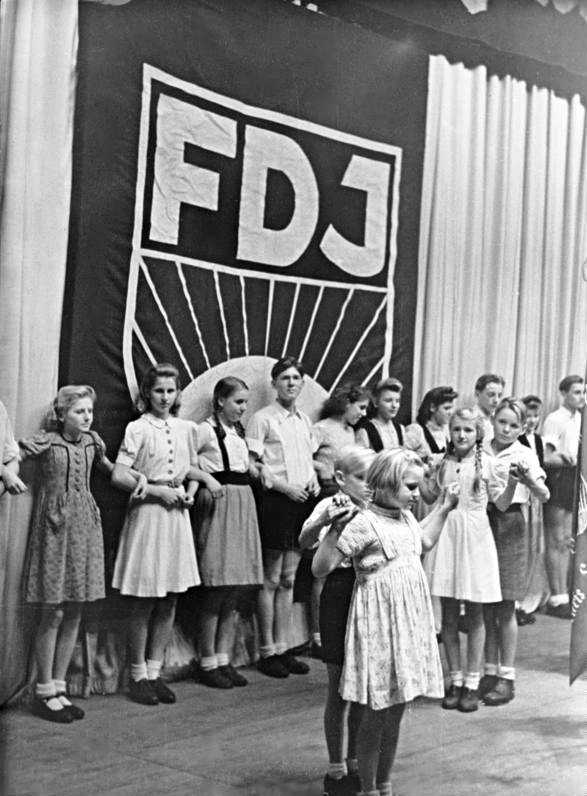
1947年11月柏林举行的自由德国青年团的正式成立仪式

二战结束纳粹德国战败后，自由德国青年团的总部迁回德国的苏占区，在1946年重新积极参与德国政治。东德成立后，自由德国青年团的地位接近苏联列宁共产主义青年团。1948年8月21日世界民主青年联盟将其接纳为成员。
苏占区期间，莫斯科方面给出了德国共产党发展战后青年政策的建议：不要重建共产主义色彩的青年组织，而是建立一个反帝主义、民主主义的跨党派青年组织——自由德国青年团。1945年夏季柏林的苏联军事管理委员会将青年委员会转交给德国共产党人管理，9月1日德国共产党和社会民主党人建立了管辖权苏占区的青年委员会，与会代表们同意建立一个反法西斯青年组织中央委员会，并由埃里希·昂纳克担任领导人。中央委员会预想在1946年2月26日成立青年团，但遇到了青年教会的反对。在应允保护教会青年工作的条件后，威廉·皮克在3月6日签署了成立自由德国青年团的指示。1946年3月7日自由德国青年团在苏占区宣布成立，这一天也是之后官方举办周年庆祝的日子。新建立的自由德国青年团使用了之前组织的名称和标志（后稍作修改），但组织的理念与其并不相同。
1946年在苏占区成立至1949年东德成立期间，自由德国青年团的目标如下：
- 维护德国的统一。
- 在德国青年中恢复自由、人道主义、民主、国际和平及民族友谊的理念。
- 鼓励所有青年人参与国家的重建。
- 建立一个新的德国：使青年人有机会积极参与社会管理，只要有努力工作的信念，无论他们来自哪里、家庭背景如何，都能接受教育、平等薪资并得到休息机会。
- 促进年轻人参与社会各个方面的建设工作，建立劳动、文化、体育等小组以促进青年人不断探索。

### 理念
这一组织的理念是向青年人宣传马克思列宁主义，培养“具有阶级意识的社会主义者”以“建设德意志民主共和国的社会主义社会”。该组织常被认为是“统一社会党的后备力量”，其活动也围绕这一属性展开。另外也重视加强与苏联的友谊以建设共产主义，并将支持全世界人民的反帝斗争作为自己的国际目标。自由德国青年团支持了“友谊”天然气管道及貝阿鐵路的修建，并支持尼加拉瓜的桑地諾民族解放陣線以及莫桑比克和安哥拉的左翼运动。
自由德国青年团的另一个重要角色是压制教会青年组织的活动。1950年代其成员活动日程变得更加灵活，以阻止青年参与教会组织的活动。

### 组织架构

#### 成员

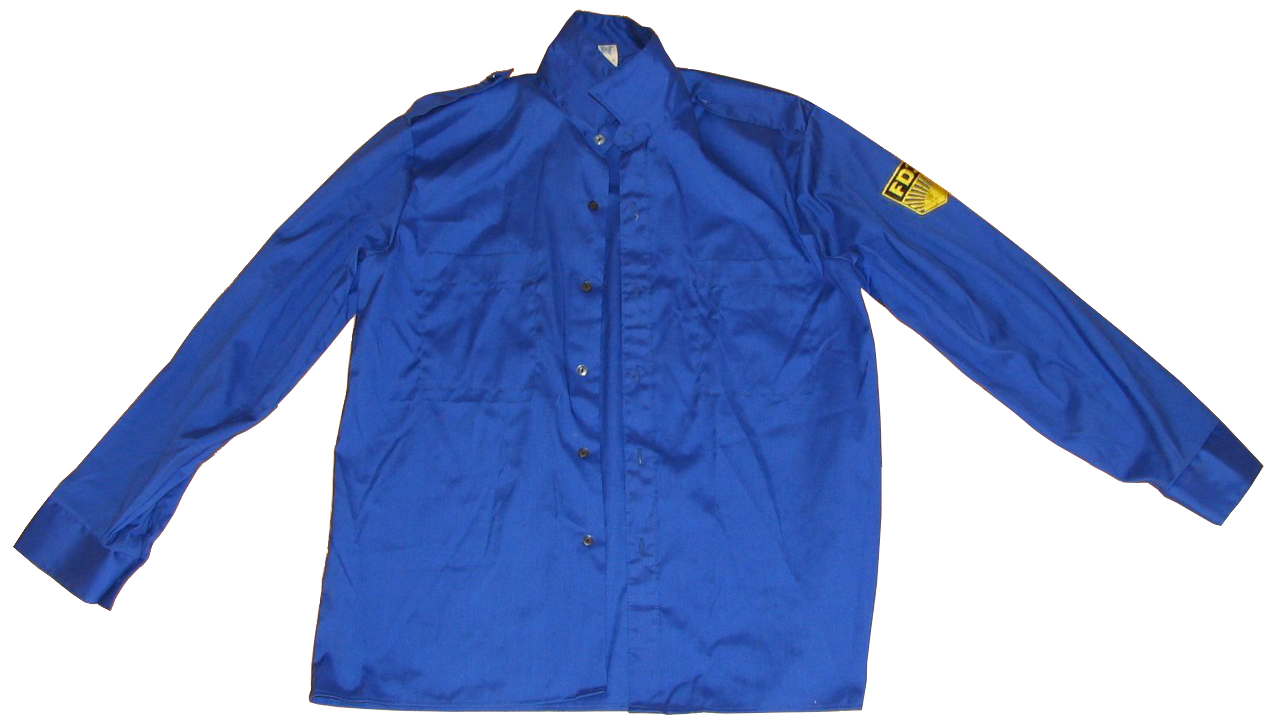
自由德国青年团成员的蓝色制服（Blauhemd）

14岁及以上的青年人可申请加入自由德国青年团，虽然名义上是自愿的，但非成员将在升学、就业上面临很大压力，亦会受到老师的鼓动。1949年末该组织已达一百万成员，占当时青年人口的三分之一。柏林由于分区占领的特殊情况也存在其他的青年组织，自由德国青年团在此仅占5%。1985年人数已达到230万，占东德14-25岁人口的80%。大多数成员在学业完成参加工作时退团，但加入国家人民军服役的团员团籍将被保留。
团员身穿蓝色衬衫（Blauhemd），左臂绣有自由德国青年团的太阳标志。团员间的问候语是“友谊”（Freundschaft），直到德国统一，团费依收入为每月0.30-5.00马克。

### 1961年任务
1961年8月18日，柏林墙的修建加剧了战争气氛，自由德国青年团中央委员会号召发起了突击任务，口号包括“祖国在召唤 - 保卫社会主义共和国！”（Das Vaterland ruft. Schützt die sozialistische Republik!），以促进青年人志愿加入国家人民军服役。
这一任务的目标为：
1. 促使18-23岁的青年男子参军保卫国家
2. 协助农业收割，保障生产计划完成
3. 杜绝收听收看西方电台电视台的情况
4. 支持抵制西方进口商品（Störfreimachung）
5. 促进国家阵线投票

## 两德统一前
自由德国青年团参与了1989年10月7日东德四十周年庆祝活动，然而在夜晚的火炬游行中，许多自由德国青年团成员开始呼喊口号“戈比，帮帮我们！戈比，救救我们！”。在场的所有共产党阵营成员都听到了这一口号。这一事件使统一社会党震惊，因为自由德国青年团被视为党的未来。
1989年至1990年德国统一期间，大量的成员退出自由德国青年团。自由德国青年团在德国统一后是否应被宣布为非法组织曾存在讨论，但在两德统一前确定了统一后该组织的合法地位。

## 在西德的活动
自由德国青年团在西德的活动向来受到压制，由于其亲共产主义的倾向和与东德的密切联系，1951年康拉德·阿登纳政府禁止了其在西德的活动。

## 主席
- 阿道夫·布赫霍尔茨 （1938年5月8日—1942年3月）
- 霍斯特·布拉施 （1942年4月12日—1945年）
- 阿尔弗雷德·克勒贝格 （1945年末—1946年夏）
- 埃里希·昂纳克 （1946年3月7日—1955年5月27日）
- 卡尔·纳莫克尔 （1955—1959年）
- 霍斯特·舒曼 （1959—1967年）
- 冈瑟·雅恩 （1967—1974年）
- 埃贡·克伦茨 （1974—1983年）
- 埃伯哈德·奥里希 （1983—1989年）
- 延斯·吕克尔 （1991年—1995年）
- 安德烈·格林 （1995年—2002年）
- 林戈·伊列特 （2002年—2020年）
- Kattrin Kammrad（2020年至今）

## 统计
| 年份       | 比例 |
| ---------- | ---- |
| 13-17岁    | 40%  |
| 18-21岁    | 32%  |
| 22-25岁    | 21%  |
| 26岁及以上 | 7%   |

| 年份   | 比例 |
| ------ | ---- |
| 1947年 | 16%  |
| 1949年 | 33%  |
| 1951年 | 44%  |
| 1961年 | 49%  |
| 1971年 | 58%  |
| 1981年 | 69%  |
| 1986年 | 74%  |
| 1987年 | 70%  |
| 1988年 | 85%  |
| 1989年 | 88%  |

- 资料来源：东德1989年统计年鉴

## 知名成员
- 安格拉·默克爾，德国总理 [15]
- 卡特琳娜·维特，女子花样滑冰运动员